# Вахромова, Клавдия Фёдоровна
Клавдия Фёдоровна Вахромова (род. 18 мая 1921 года, Новоликеево, Кстовский район, Нижегородская губерния, РСФСР — 26 апреля 2018) — колхозница, звеньевая колхоза имени Кирова, Герой Социалистического Труда (1948).

## Биография
Родилась 18 мая 1921 года в крестьянской семье в деревне Новоликеево, Нижегородская губерния. В 1935 году в возрасте 14 лет вступила в колхоз имени Кирова Кстовского района. Первоначально трудилась рядовой колхозницей, позднее была назначена звеньевой полеводческого звена.
В 1949 году вступила в ВКП(Б). В 1952 году окончила сельскохозяйственную школу младших агрономов. С 1969 года работала в торговом предприятии.
Избиралась депутатом Новоликеевского сельского и Горьковского областного советов народных депутатов.
В 1976 году вышла на пенсию.

## Трудовой подвиг
В 1947 году звено Клавдии Вахромовой собрало по 30,37 центнеров ржи с участка площадью 11,79 гектаров. За этот доблестный труд была удостоена звания Героя Социалистического Труда. В 1948 году было собрано по 502 центнера картофеля с каждого гектара, за что Клавдия Вахромова была награждена вторым Орденом Ленина. В 1950 году она получила третий Орден Ленина за высокий урожай картофеля.

## Награды
- Герой Социалистического Труда — указ Президиума Верховного Совета СССР от 12 марта 1948 года;
- трижды Орден Ленина.